# Mystique (Band)
Mystique war eine R&B- und Soul-Gesangsgruppe aus Chicago. Der größte Hit der Band ist What Would the World Be Without Music (1977).

## Bandgeschichte
Fred Simon und Larry Brownlee waren 1970 bis 1974 Mitglieder bei The Lost Generation. Ralph Johnson sang 1973 bis 1976 bei The Impressions. Gemeinsam mit Charles Fowler gründeten diese Musiker 1976 in Chicago das Quartett Mystique. Die Debütsingle What Would the World Be Without Music stieg im März 1977 in die Billboard R&B-Charts und erreichte Platz 59. Es folgten Is It Really You, das im Mai auf Platz 77 der R&B-Charts kletterte, und It Took a Woman Like You, das dort im Oktober Platz 71 erklomm. Ebenfalls 1977 erschien das einzige, nach der Band benannte Studioalbum, das die ersten beiden Charthits beinhaltet. Die 1978 erschienene vierte Single Dancing Lady konnte sich nicht in der Hitparade platzieren, worauf sich Mystique auflöste.
Larry Brownlee verstarb 1978 plötzlich. Er wurde 35 Jahre alt.

## Diskografie

### Alben
- 1977: Mystique (feat. Ralph Johnson; Curtom 5012)
- 2000: Mystique (Kompilation; Sequell 366)

Singles

| Jahr | Titel Musiklabel                                  | Höchstplatzierung, Gesamtwochen, AuszeichnungChartsChartplatzierungen (Jahr, Titel, Musiklabel, Platzierungen, Wochen, Auszeichnungen, Anmerkungen) | Anmerkungen                                                         |
| Jahr | Titel Musiklabel                                  | R&B | Anmerkungen                                                         |
| ---- | ------------------------------------------------- | --- | ------------------------------------------------------------------- |
| 1977 | What Would the World Be Without Music Curtom 0123 | R&B59 (7 Wo.)R&B | Erstveröffentlichung: Februar 1977 Autoren: Bunny Sigler, Don Covay |
| 1977 | Is It Really You Curtom 0126                      | R&B77 (4 Wo.)R&B | Erstveröffentlichung: Mai 1977 Autor: Theodore Life                 |
| 1977 | It Took a Woman Like You Curtom 0130              | R&B71 (10 Wo.)R&B | Erstveröffentlichung: September 1977 Autor: Jesse Boyce             |

Weitere Singles
- 1978: Dancing Lady (Curtom 137)
- 2017: If You’re in Need (Reissue; Expansion 7023)